# Tovladara
Tovladara est un village du raïon de Kelbajar, en Azerbaïdjan.

## Histoire
Entre 1993 et 2020, Tovladara est sous le contrôle des forces armées arméniennes. Le 25 novembre 2020, sur la base d'un accord trilatéral entre l'Azerbaïdjan, l'Arménie et la Russie signé le 10 novembre de la même année, la région de Kelbajar où Tovladara se situe passe sous le contrôle de l'Azerbaïdjan. 